# Billy Vaughn
Billy Vaughn (Glasgow, 1919. április 12. – Escondido, 1991. szeptember 26.) amerikai énekes, multiinstrumentalista, zenekarvezető, hangszerelő.

## Pályafutása
Apja fodrász volt. Rávette fiát, hogy tanuljon meg mandolinozni. Billy aztán számos más hangszer is megtanult. A pályán énekesként indult, és a Hilltoppers nevű együttest vezette.
1941-ben zenészként csatlakozott a hadsereghez.
Billy Vaughn az 1950-es évek legsikeresebb hangszeres zenészei közé tartozott. Nem volt általa hallott olyan dal, melyet fel ne dolgozott volna.
Számos slágere volt az 1950-es években. Ezek közül a leghíresebb Terry Gilkyson „Marianne” című számának feldolgozása volt 1957-ben.
Az 1950-es évek közepén a Dot Records zenei igazgatója lett. Ő vezette azt a szirupos slágerzenekart, amely az eredeti fekete R&B slágereket limonádévé silányította.
1954 és 1968 között Vaughn több mint 25 albumot rögzített a Dot Records számára. Számos felvételének sikere túlszárnyalta az eredeti számokét.
Ahogy Vaughn népszerűsége elhalványult az Egyesült Államokban, viszont csak nőtt Németországban, Braziliában, Dél-Koreában és Japánban. Többször is turnézott ezekben az országokban.

## Albumok
1958: Sail Along, Silvery Moon

1958: Billy Vaughn Plays the Million Sellers

1959: Billy Vaughn Plays

1959: Blue Hawaii

1960: Golden Saxophones

1960: Theme from „A Summer Place”

1960: Look for a Star

1960: Theme from „The Sundowners”

1961: Orange Blossom Special and Wheels

1961: Golden Waltzes

1961: Berlin Melody

1962: Greatest String Band Hits

1962: Chapel by the Sea

1962: A Swingin' Safari

1963: 1962's Greatest Hits

1963: Sukiyaki and 11 Hawaiian Hits

1963: Number 1 Hits, Vol. #1

1964: Blue Velvet & 1963's Great Hits

1965: Pearly Shells

1965: Mexican Pearls

1966: Michelle

1966: Alfie

1969: The Windmills of Your Mind

1978: Moonlight Melodies

1979: Magic Moment

1981: Italian Memories